# 加利利海上的風暴
《加利利海上的風暴》（荷蘭語：Christus in de storm op het meer van Galilea），是十七世紀著名荷蘭畫家伦勃朗的作品。描繪了《馬可福音》第四章中，耶穌與門徒在加利利海的風暴中航行時，耶穌將平息風暴的海難情景，同時也是林布蘭唯一以航海為題材的作品。
原畫曾由美國波士頓的伊莎貝拉史都華嘉納藝術博物館收藏，但在1990年3月18日的盜竊事件中失蹤，至今未被尋回。

## 作品描述
《加利利海上的風暴》的創作時間可追溯到1630年代初期，主題的特寫處理和整體構圖可以追溯到弗蘭德地區的印刷師阿德里安·科拉爾特與藝術家馬爾頓·德·沃斯在設計後所印刷的版畫《加利利海上風暴》。並在1583年由薩德勒家族於安特衛普出版的《生命、热情和救世主耶稣》（荷蘭語：Vita, passio et Resvrrectio Iesv Christ）中刊出。
而在林布蘭的版本中，這幅畫被加大了戲劇性效果，並以直式構圖以顯示在暴風雨瘋狂掙扎的大浪中陷入危機的帆船，其中巨大的波浪則撕裂了船帆，在14位人物的特寫中，可分為兩派情緒，左側呈現多名與風暴搏鬥的弟子；右邊則是一群圍繞著耶穌、面露憂愁的的門徒們，其中可見其中一名門徒正在嘔吐。另一位直視觀賞者的門徒普遍認為是林布蘭的自畫像，只有位於右側的耶穌仍保持著冷靜、沉穩的情緒，並在弟子們絕望的求救聲中甦醒。

### 偷竊事件

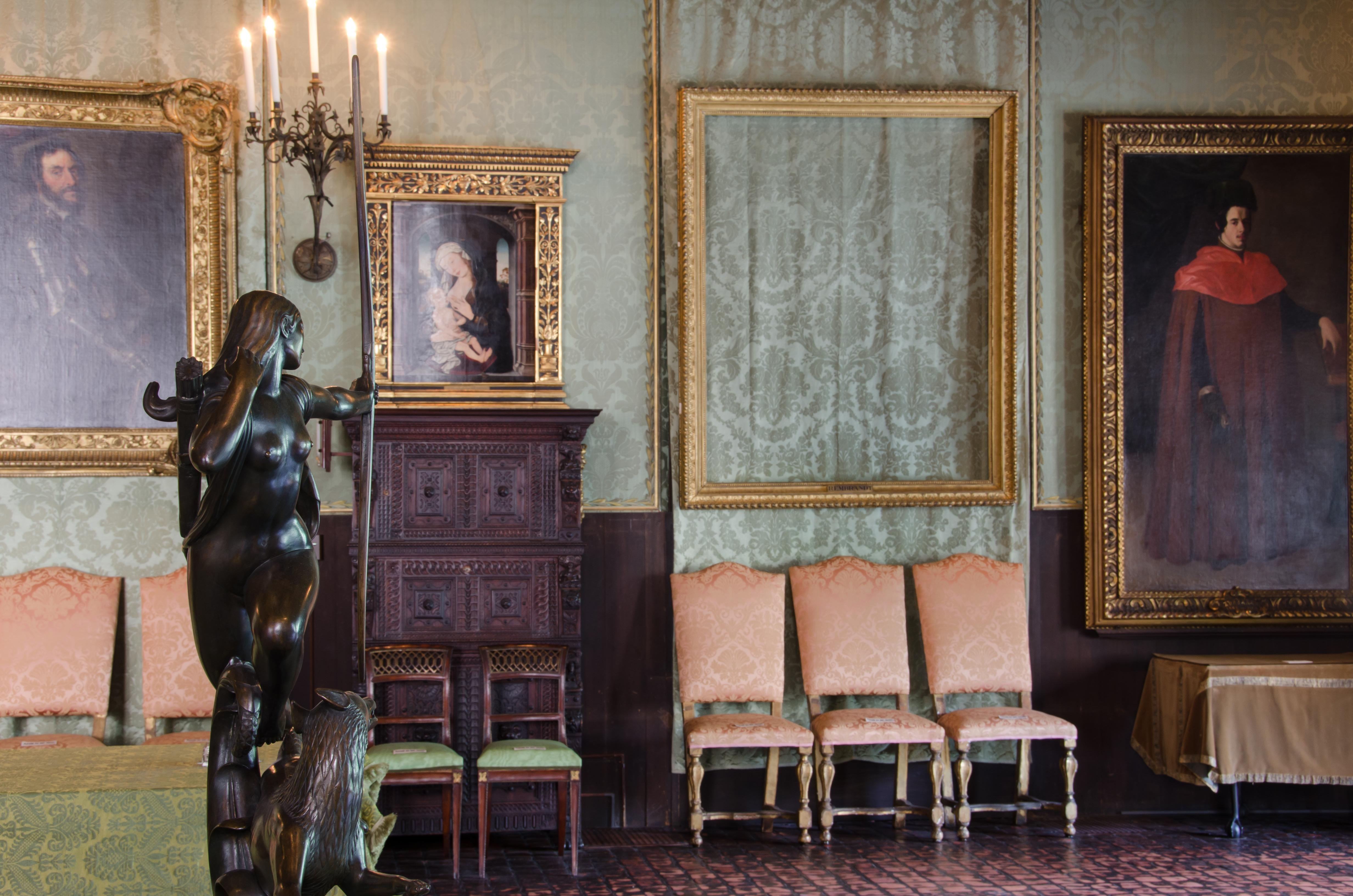
1990年偷竊事件後，僅留的《加利利海上的風暴》的畫框

1990年3月18日，兩名未知身份的男子偽裝成警察來到了伊莎貝拉嘉納藝術博物館，先是捆綁警衛，再則偷走了13件作品，其中包括《加利利海上的風暴》，同時遭到偷竊的作品則為林布蘭的另一幅作品《黑衣紳士》，扬·弗美尔的《音樂會》、戈弗特·弗林克的《與方尖碑的風景》等多幅作品，在作案手法上，兇手則是使用刀片將畫布從畫框上剪下後帶走。
這起事件被認為是美國最大的未解博物館搶劫案之一，至今這些畫作依然沒被尋回，而原先掛上此作品的畫框仍然懸掛在博物館，以向這些失蹤的作品致敬。

## 流行文化

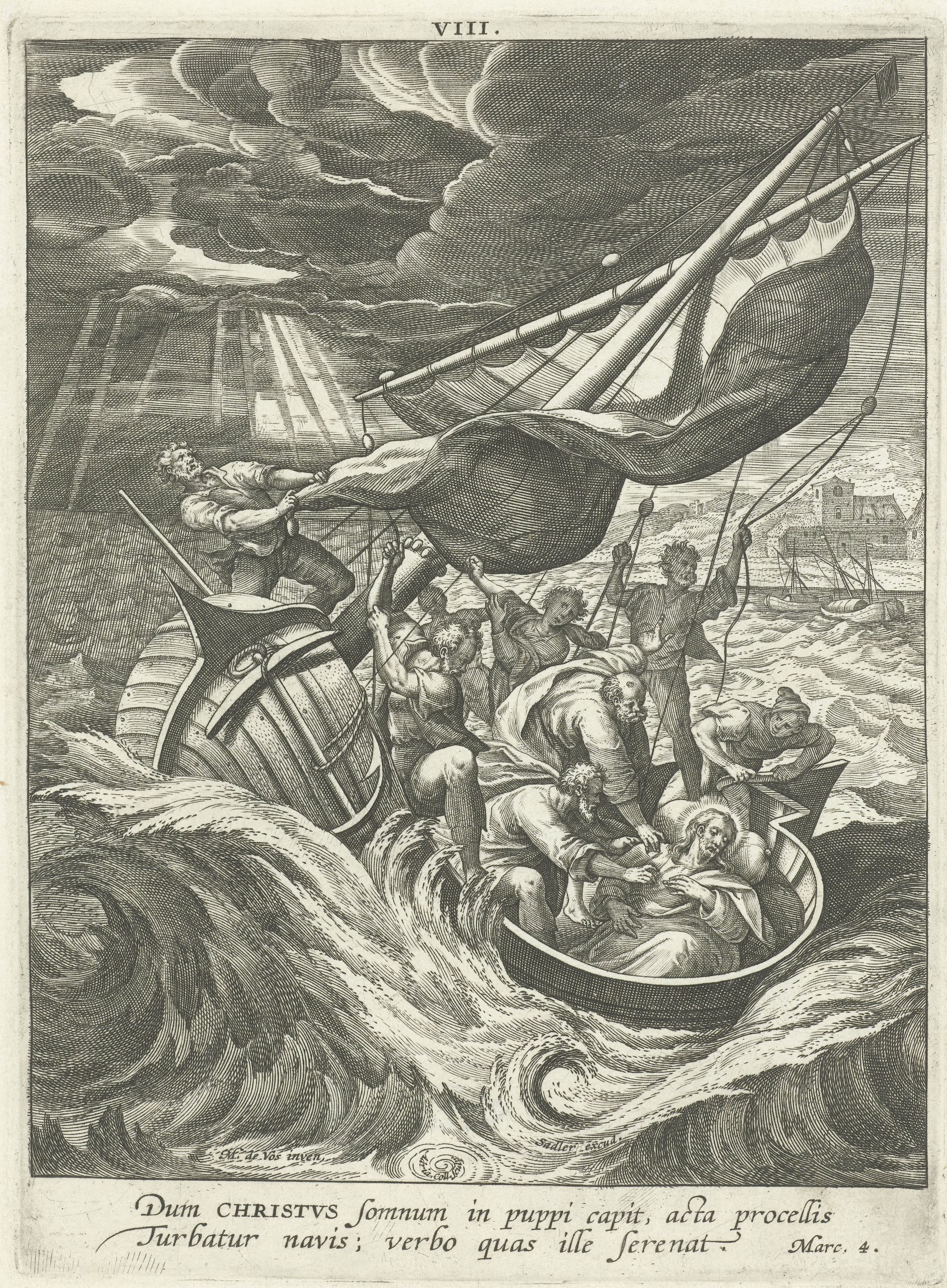
1583年由阿德里安·科拉爾特和馬爾頓·德·沃斯製作的《加利利海上風暴》

- 美國金融歷史學家彼得·L·伯恩斯坦 (Peter L. Bernstein)曾在所撰寫的《對抗諸神：風險的非凡故事（Against the Gods：The Remarkable Story of Risk）》中，以此部作品作為封面主題。
- 2013年，美國電視劇《諜海黑名單》的第一季第二話中，曾設定劇中的虛構角色雷蒙德·雷丁頓擁有此部作品，為了買家的婚禮安排將其出售給買家，而在第5季第2話中也出現了此作的贗品。
- 此幅畫及其盜竊事件在2013年的《索命記憶》曾被劇中角色所提及。
- 在莎拉·貝絲·德斯特（英语：Sarah_Beth_Durst）於2014年所著的小說《迷失》中，這幅作品出現在虛構的迷失小鎮。
- 在2017年漫威電視劇《鐵拳俠》第一季第二話中，此幅畫被掛在據稱已故的哈羅德·米徹的頂層公寓中。
- 2021年，由Netflix 製作的紀錄片《這是一起搶劫案：世界上最大的藝術搶劫案》中，曾討論此起搶劫案和畫作的細節。